# Wright (Wyoming)
Wright è un centro abitato (town) degli Stati Uniti d'America, situato nella Contea di Campbell dello Stato del Wyoming. Nel censimento del 2000 la popolazione era di 1.347 abitanti.

## Geografia fisica
Secondo i rilevamenti dell'United States Census Bureau, la località di Wright si estende su una superficie di 7,1 km², tutti occupati da terre.

## Popolazione
Secondo il censimento del 2000, a Wright vivevano 1.347 persone, ed erano presenti 388 gruppi familiari. La densità di popolazione era di 189 ab./km². Nel territorio comunale si trovavano 544 unità edificate. Per quanto riguarda la composizione etnica degli abitanti, il 97,62% era bianco, lo 0,45% era nativo, lo 0,07% proveniva dall'Asia, lo 0,82% apparteneva ad altre razze e l'1,04% a due o più. La popolazione di ogni razza ispanica corrispondeva al 2,30% degli abitanti.
Per quanto riguarda la suddivisione della popolazione in fasce d'età, il 33,9% era al di sotto dei 18, il 6,6% fra i 18 e i 24, il 34,7% fra i 25 e i 44, il 23,3% fra i 45 e i 64, mentre infine l'1,6% era al di sopra dei 65 anni di età. L'età media della popolazione era di 34 anni. Per ogni 100 donne residenti vivevano 112,1 maschi.